# Caeconthobium parvulum
Caeconthobium parvulum là một loài bọ cánh cứng trong họ Bọ hung (Scarabaeidae).